# John Dunn (politologo)
John Montfort Dunn (9 settembre 1940) è un politologo britannico.
È professore di Scienze politiche al King's College di Cambridge, dove si è anche laureato. Ha insegnato pure negli Stati Uniti, in Canada, in Italia e in Giappone.
Come politologo si è dedicato, in particolar modo, all'analisi e all'applicazione della prospettiva storica sulle moderne teorie politiche.
Studioso del pensiero di John Locke, negli ultimi anni si è dedicato a descrivere i limiti e i guasti dei sistemi democratici e della globalizzazione.
Tra le sue opere
- Il mito degli uguali: la lunga storia della democrazia (2006), Università Bocconi
- Pensare la politica (2002), Di Renzo Editore
- The Cunning of Unreason (2000)
- Western Political Theory in the Face of the Future (1994)
- Democracy: the Unfinished Journey (1992)
- Il pensiero politico di John Locke (1992), Il Mulino
- Storia delle dottrine politiche (1992), Jaca Book